# 赫氏海猪鱼
赫氏海猪鱼（学名：Halichoeres hyrtli）为隆头鱼科海猪鱼属的鱼类。分布于波斯湾、斯里兰卡、印度、菲律宾、印度尼西亚以及中国南海等海域。该物种的模式产地在望加锡。